# Thực phẩm

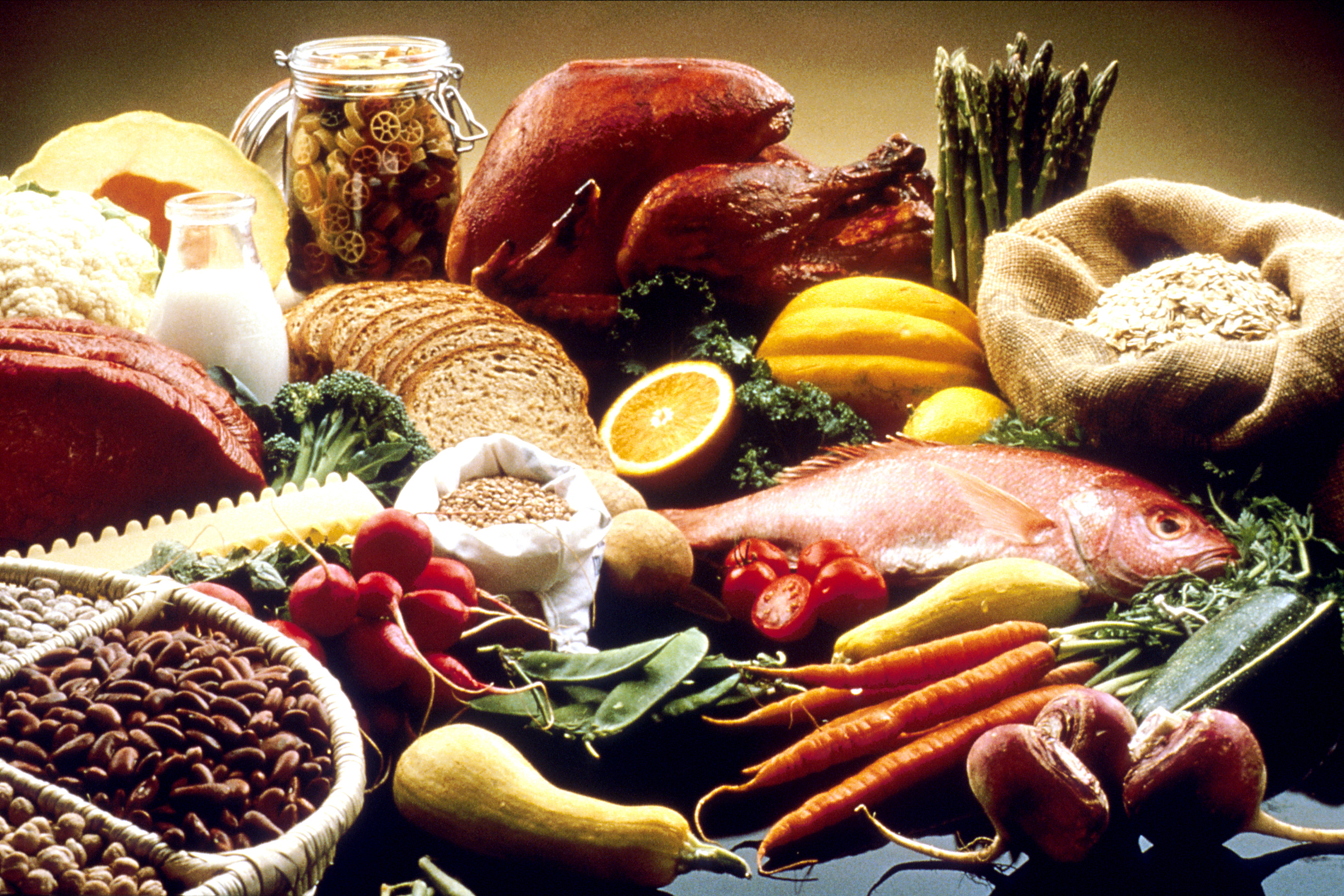
Các loại thực phẩm khác nhau

Thực phẩm (chữ Hán: 食品; thực nghĩa là "ăn"; phẩm trong "vật phẩm"), cũng gọi là thức ăn là bất kỳ vật phẩm nào, bao gồm chủ yếu các chất: chất bột (cacbohydrat), chất béo (lipid), chất đạm (protein), khoáng chất, hoặc nước, mà con người hay động vật có thể ăn hay uống được, với mục đích cơ bản là thu nạp các chất dinh dưỡng nhằm nuôi dưỡng cơ thể hay vì sở thích. Các thực phẩm có nguồn gốc từ thực vật, thực phẩm có nguồn gốc động vật, vi sinh vật hay các sản phẩm chế biến từ phương pháp lên men như rượu, bia.
Trong lịch sử, con người có được thực phẩm thông qua hai phương pháp: săn bắn hái lượm và nông nghiệp, điều này mang lại cho con người hiện đại một chế độ ăn chủ yếu là ăn tạp. Trên toàn thế giới, nhân loại đã tạo ra nhiều món ăn và nghệ thuật ẩm thực, bao gồm một loạt các thành phần, thảo mộc, gia vị, kỹ thuật và món ăn.
Ngày nay, phần lớn năng lượng thực phẩm cần thiết cho dân số ngày càng tăng trên thế giới được cung cấp bởi ngành công nghiệp thực phẩm. An toàn thực phẩm và an ninh lương thực được giám sát bởi các cơ quan như Hiệp hội bảo vệ thực phẩm quốc tế, Viện tài nguyên thế giới, Chương trình lương thực thế giới, Tổ chức lương thực và nông nghiệp và Hội đồng thông tin thực phẩm quốc tế. Họ giải quyết các vấn đề như tính bền vững, đa dạng sinh học, biến đổi khí hậu, kinh tế dinh dưỡng, tăng trưởng dân số, cung cấp nước và tiếp cận với thực phẩm.
Quyền thực phẩm là quyền của con người bắt nguồn từ Công ước quốc tế về các quyền kinh tế, xã hội và văn hóa (ICESCR), công nhận "quyền có một mức sống đầy đủ, bao gồm cả thực phẩm đầy đủ", cũng như " quyền cơ bản không bị đói ".
Phần lớn các nền văn hóa đều có nghệ thuật ẩm thực. Văn hóa ẩm thực là một tập hợp cụ thể của các truyền thống, thói quen, sở thích, cách thức chọn lựa thực phẩm và tập quán trong nấu ăn. Việc nghiên cứu các khía cạnh của ẩm thực gọi là khoa học về nghệ thuật ẩm thực. Nhiều nền văn hóa đã đa dạng hóa các chủng loại thực phẩm của mình bằng các phương pháp chế biến, nấu nướng và sản xuất. Bên cạnh đó, việc buôn bán các loại lương thực, thực phẩm cũng tạo điều kiện để các nền văn hóa đa dạng hóa hơn nữa các chủng loại thực phẩm của mình. Trong khi con người, về bản chất là động vật ăn tạp, thì tôn giáo và các định kiến xã hội, chẳng hạn như các tiêu chuẩn luân lý, thường có ảnh hưởng tới các chủng loại thực phẩm mà xã hội đó tiêu thụ. An toàn thực phẩm cũng là một vấn đề cần được quan tâm với các bệnh do ăn uống.

### Thực vật

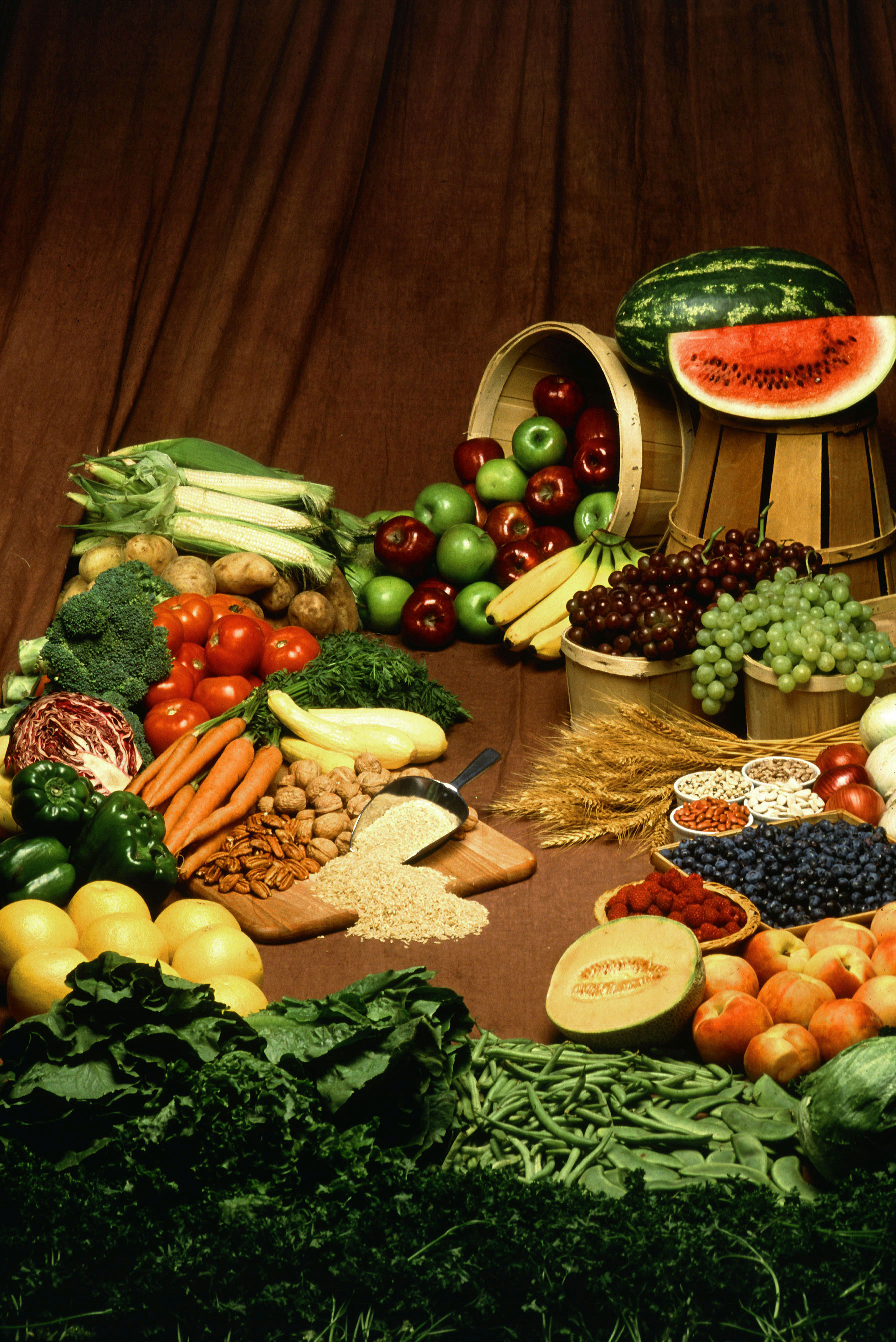
Thực phẩm từ thực vật.

### Động vật

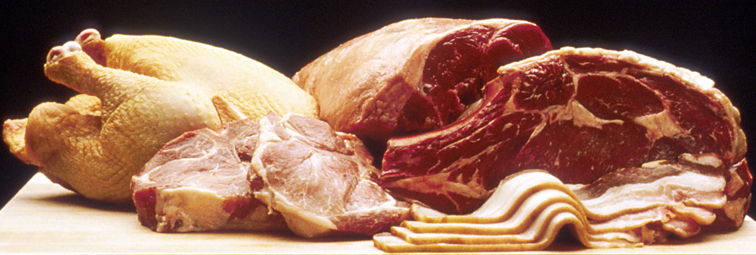
Các loại thịt sống khác nhau

### Thực phẩm cắm trại

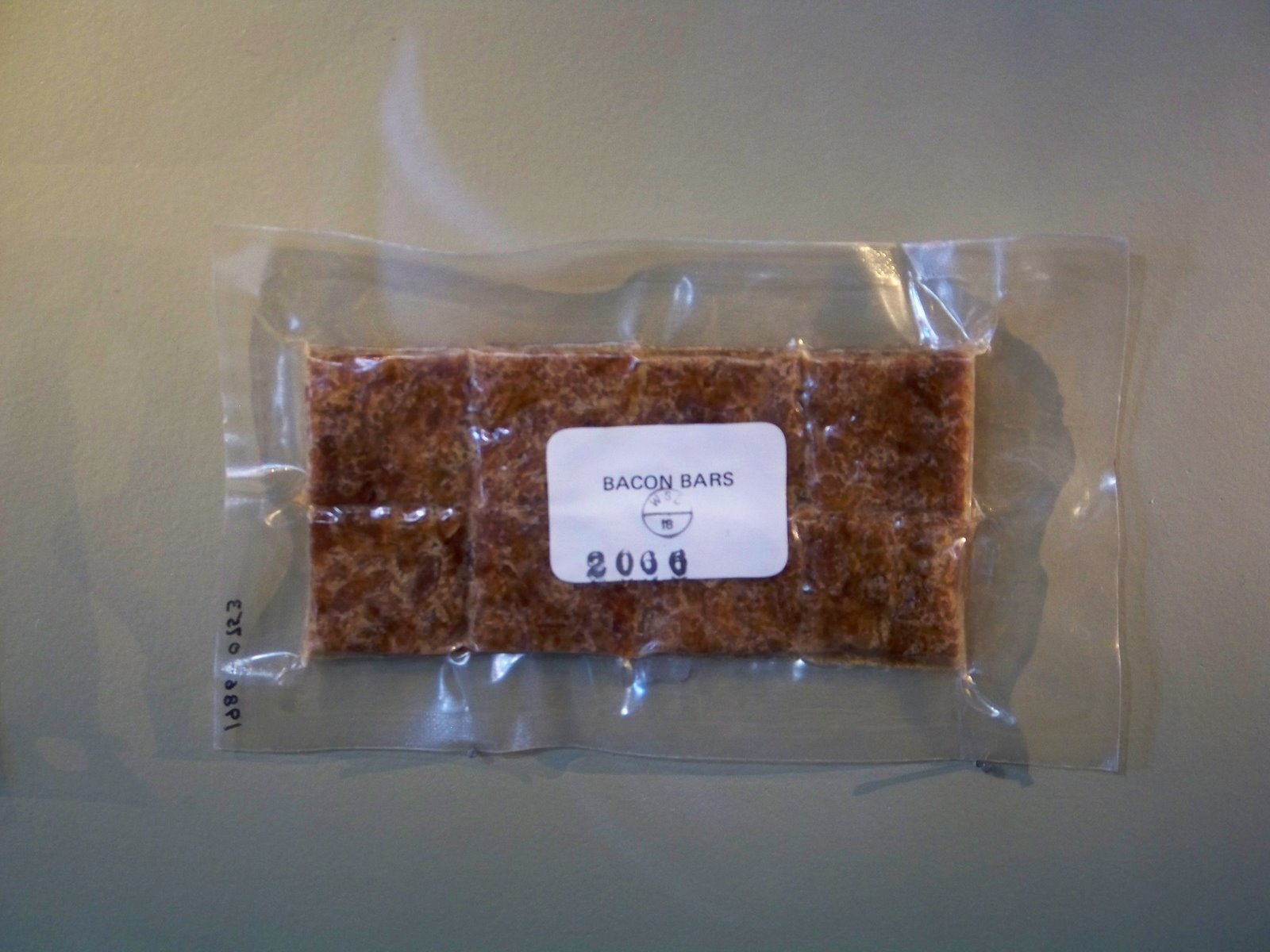
Thanh thịt xông khói đông khô có thể được sử dụng làm thực phẩm cắm trại

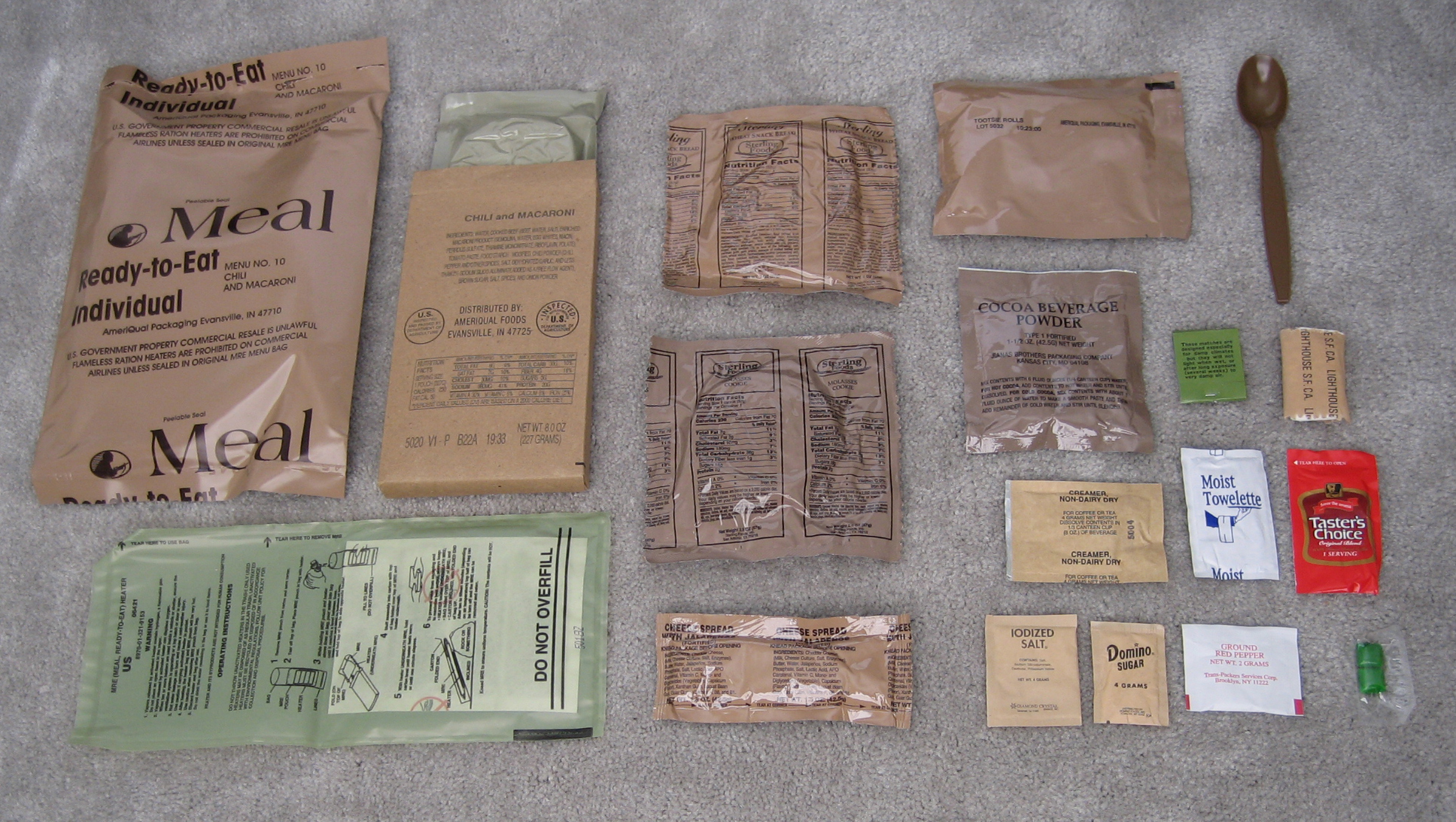
Nội dung của gói MRE

### Thức ăn kiêng

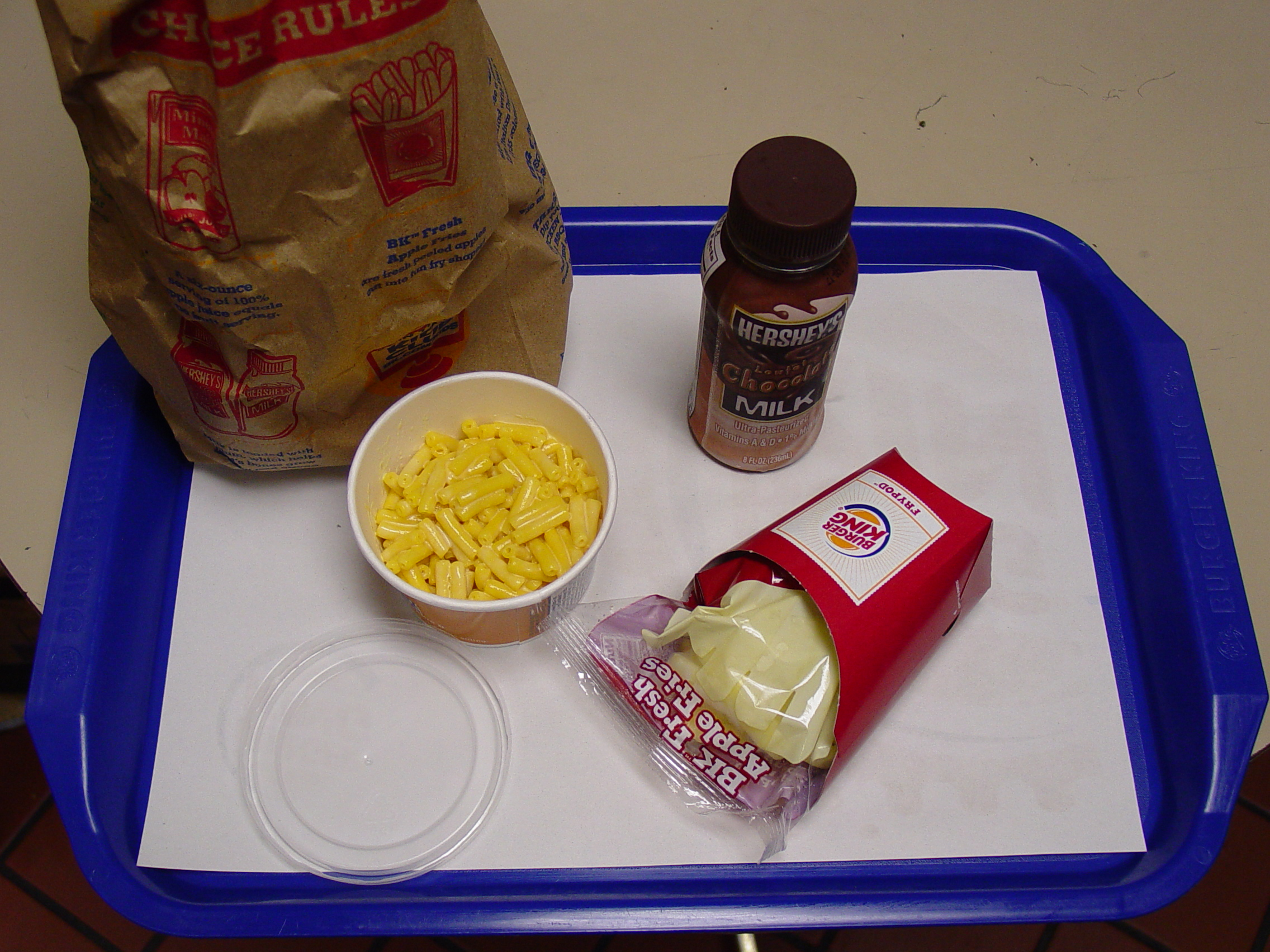
Một bữa ăn cho trẻ em "ít béo" từ Burger King, với "táo chiên" thay thế khoai tây chiên, và một khẩu phần mì ống và phô mai là món ăn chính của nó

### Thực phẩm đông lạnh

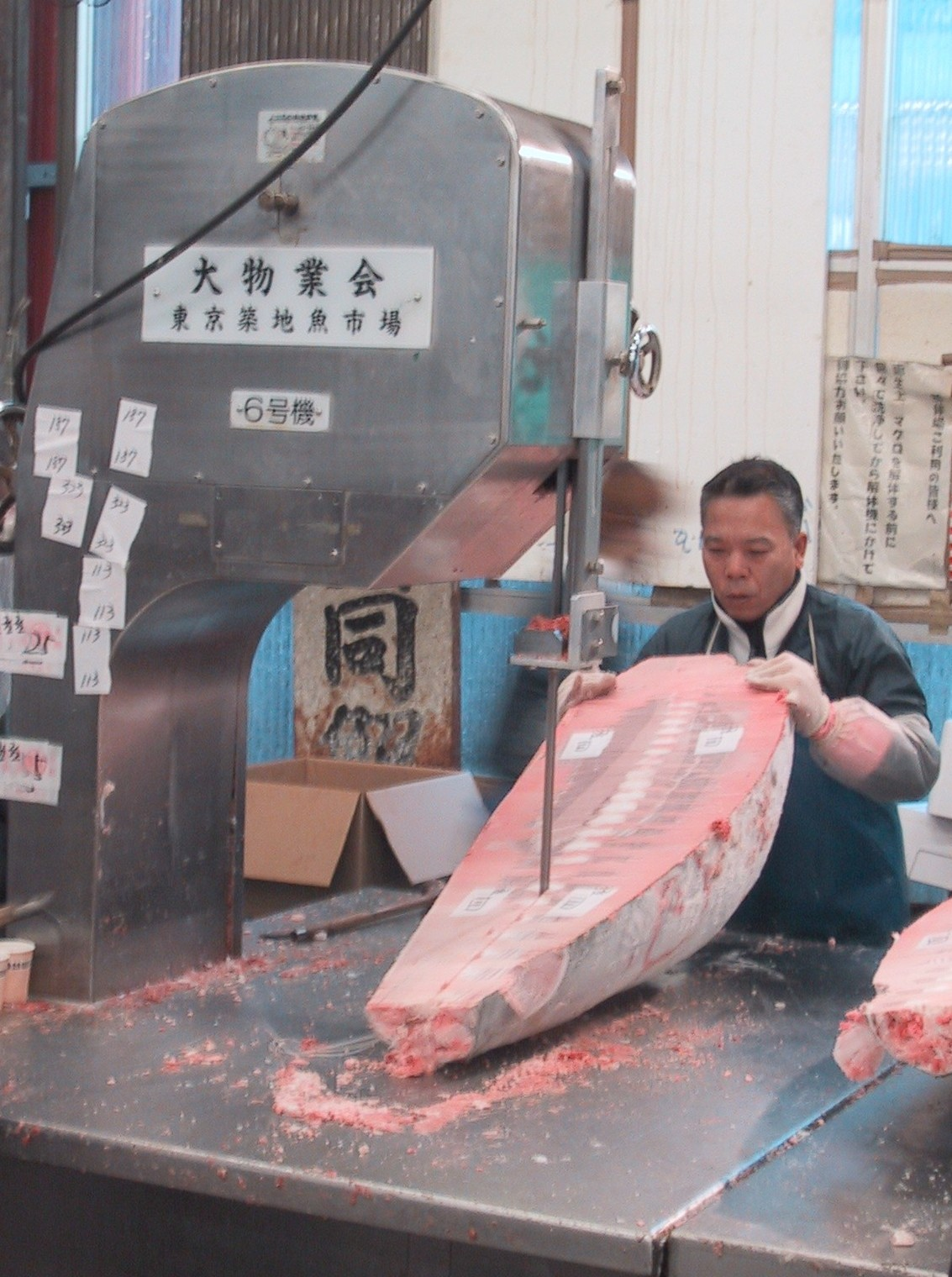
Cắt cá ngừ đông lạnh bằng lưỡi cưa ở chợ cá Tsukiji ở Tokyo, Nhật Bản (2002)

### Thực phẩm sống

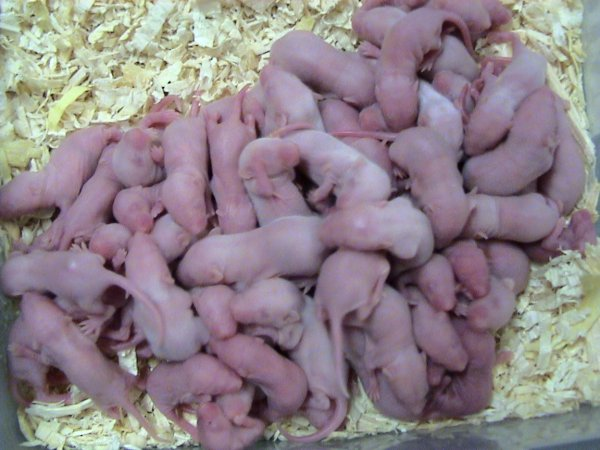
Chuột "Pinkie" được bán làm thức ăn sống cho các loài bò sát